# 希望のマーチ
「希望のマーチ」（きぼうのマーチ）は、嘉門タツオ（旧名・嘉門達夫）のシングル。2011年5月25日にクラッチ.から発売された。

## 解説
2011年3月11日の東日本大震災が発生したことを受け、「怒りのグルーヴ 〜震災篇〜」以来のチャリティーシングルとしてリリースした本作は泉谷しげる、矢野きよ実、AKASOオールスターズをコーラスに迎え、3月26日のライブ会場で録音した。嘉門は表題曲について「みんなで歌える明るい曲にしたかったと」とコメントしている。カップリング2曲はリメイクバージョンで「怒りのグルーヴ 〜震災篇2011〜」は、1995年に発売されたシングル「怒りのグルーヴ 〜震災篇〜」のリメイクで、東日本大震災でのマスコミおよび東京電力福島第一原子力発電所で混乱を招いた報道などを批判したもの。もう1曲は前々作のシングル「さくら咲く」のリメイクである。
本作の収益は全て東日本大震災の義援金として寄付される。

## 批評
CDジャーナルは「表題曲はどこまでも明るく復興を目指そうという頑張れソング。対して「怒りのグルーヴ」（のリメイク）では、震災直後の生々しい現状が弾き語りされる。2011年3月11日を忘れないための一枚」と評した。

## 収録曲
1. 希望のマーチ
2. 怒りのグルーヴ 〜震災篇2011〜
3. さくら咲く
4. 希望のマーチ (inst.)
5. さくら咲く (inst.)

## リメイク
2020年には新型コロナウイルス感染症の世界的流行を受けて、嘉門のYouTubeチャンネルで「希望のマーチ 〜コロナに負けるな篇〜」が発表された。